# Mionides lichenea
Mionides lichenea är en fjärilsart som beskrevs av George Francis Hampson 1902. Mionides lichenea ingår i släktet Mionides och familjen nattflyn. Inga underarter finns listade i Catalogue of Life.